# Biografen Kaskad

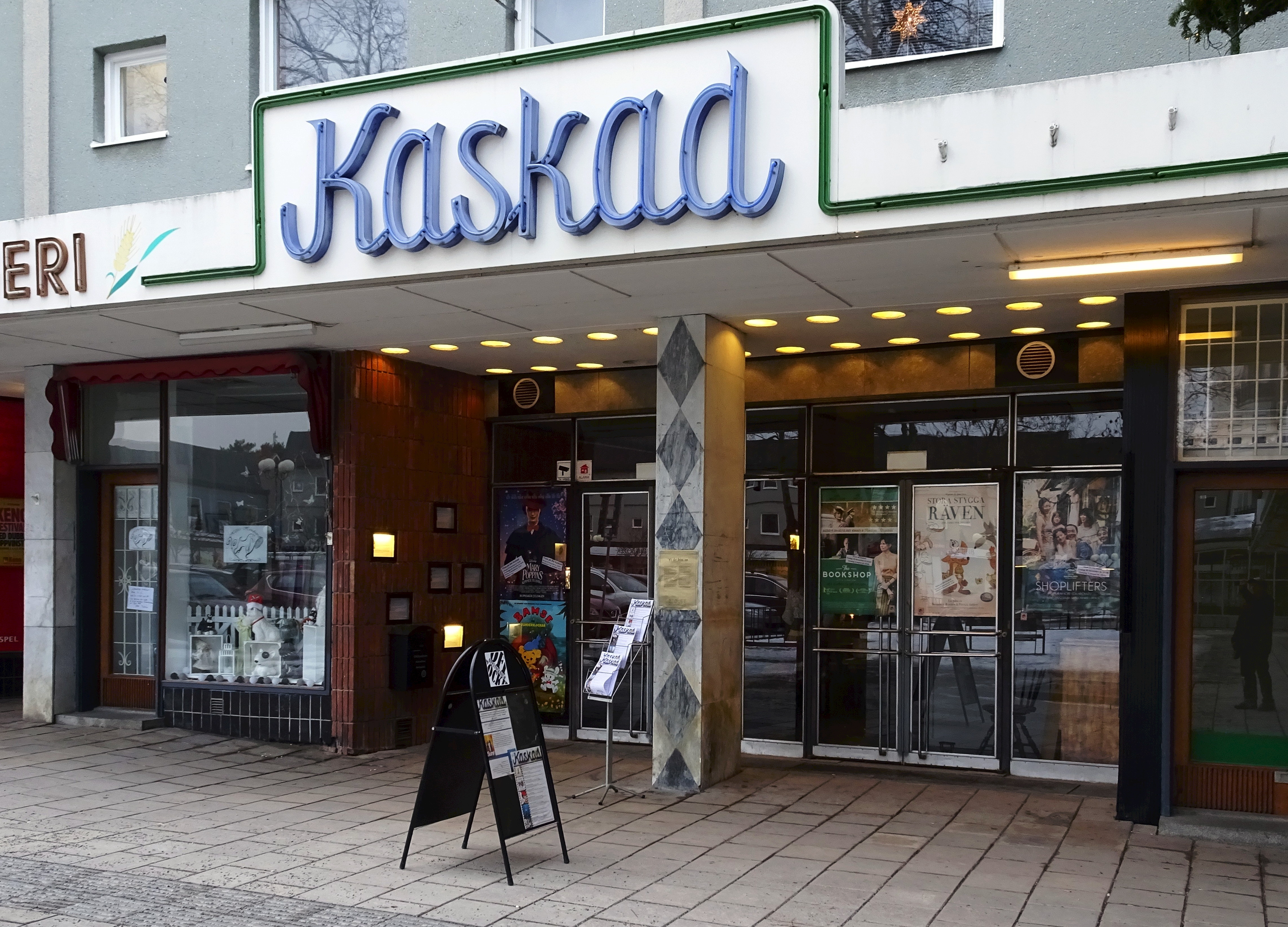
Bio Kaskad 2018.

Bio Kaskad är en biograf vid Blackebergsplan 3 i stadsdelen Blackeberg i Stockholm. Biografen öppnade 1957 under namnet Kaskad och lades ner i slutet av 1990-talet för att återuppstå år 2018.

## Historik

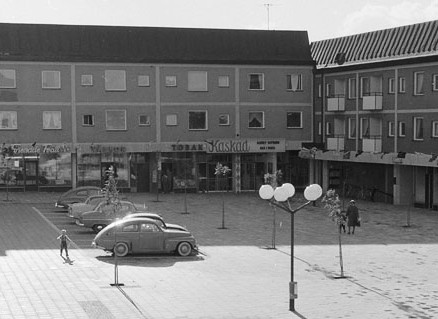
Blackebergs torg med "Kaskad" 1957.

Kaskad ligger på Blackebergs torg i Blackebergs centrum och inryms i inre vinkeln av torgets västra bebyggelse som ritades för AB Familjebostäder av arkitekt Curt Strehlenert. Biografen invigdes den 15 april 1957 och därmed var Blackebergs centrum fullbordad. 
Entrén är indragen i förhållande till övriga skyltfönster. På skärmtaket ovanför syns en neonskylt med biografens namn i blå skrivstil. I foajén fanns ursprungligen bara kassa och garderob med toalett. Via en trappa kom man ner till salongen som hade till en början 339 platser. Salongen hade starkt sluttande golv och målade väggfält i olika röda nyanser. Ridån gick i vit och silver och fåtöljerna hade grårandig klädsel.
Fram till maj 1974 tillhörde Kaskad biografkedjan Europa Film. Därefter fortsatte Västertorps kulturkommitté med förminskat verksamhet, man visade film bara några dagar i veckan. Lokalen användes i början av 1990-talet även för teater- och ungdomsverksamhet som gick under namnet Blackebergsträffen. För att få en djupare scen reducerades antal platser till 253. 
I slutet av 1990-talet lades all filmvisning ner. Publik verksamhet fortsatte dock under namnet Teater Kaskad med bland annat teaterföreställningar, musikarrangemang och poesikvällar. Personerna bakom teatergruppen OffStockholm beslöt 2017 att visa film igen. De rustade upp lokalen med bland annat 120 begagnade biografstolar som tidigare fanns på biograf Fontänen i Vällingby Centrum. I maskinrummet står en digital biografprojektor som möjliggör onlinevisning och i foajén inrättades en fika-, och matservering för ett 40-tal gäster. Nya Bio Kaskad återinvigdes den 14 juli 2018. Repertoaren består av en blandning av storfilmer och independent-filmer.

## Bilder

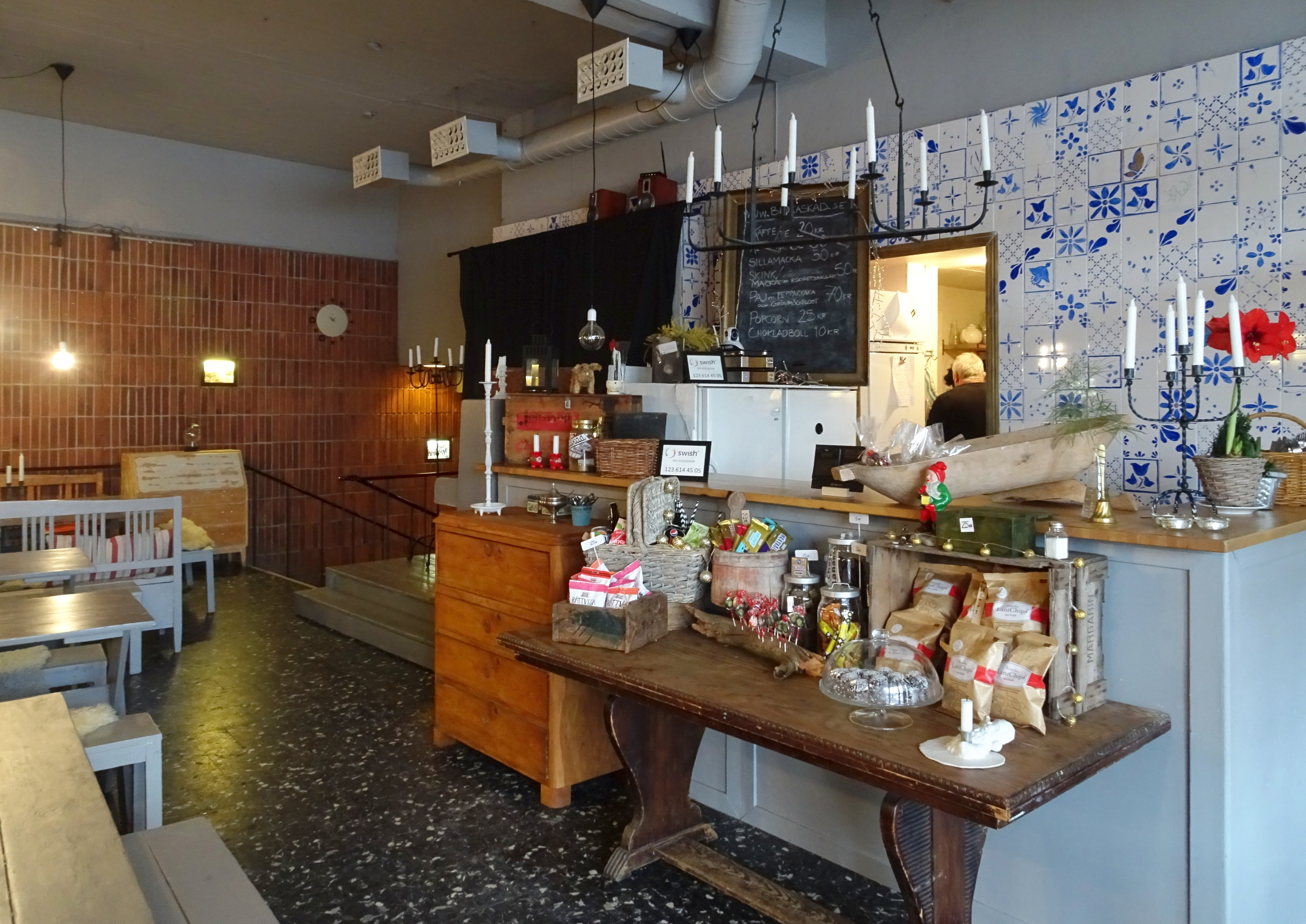
Foajén med fika-, och matservering.
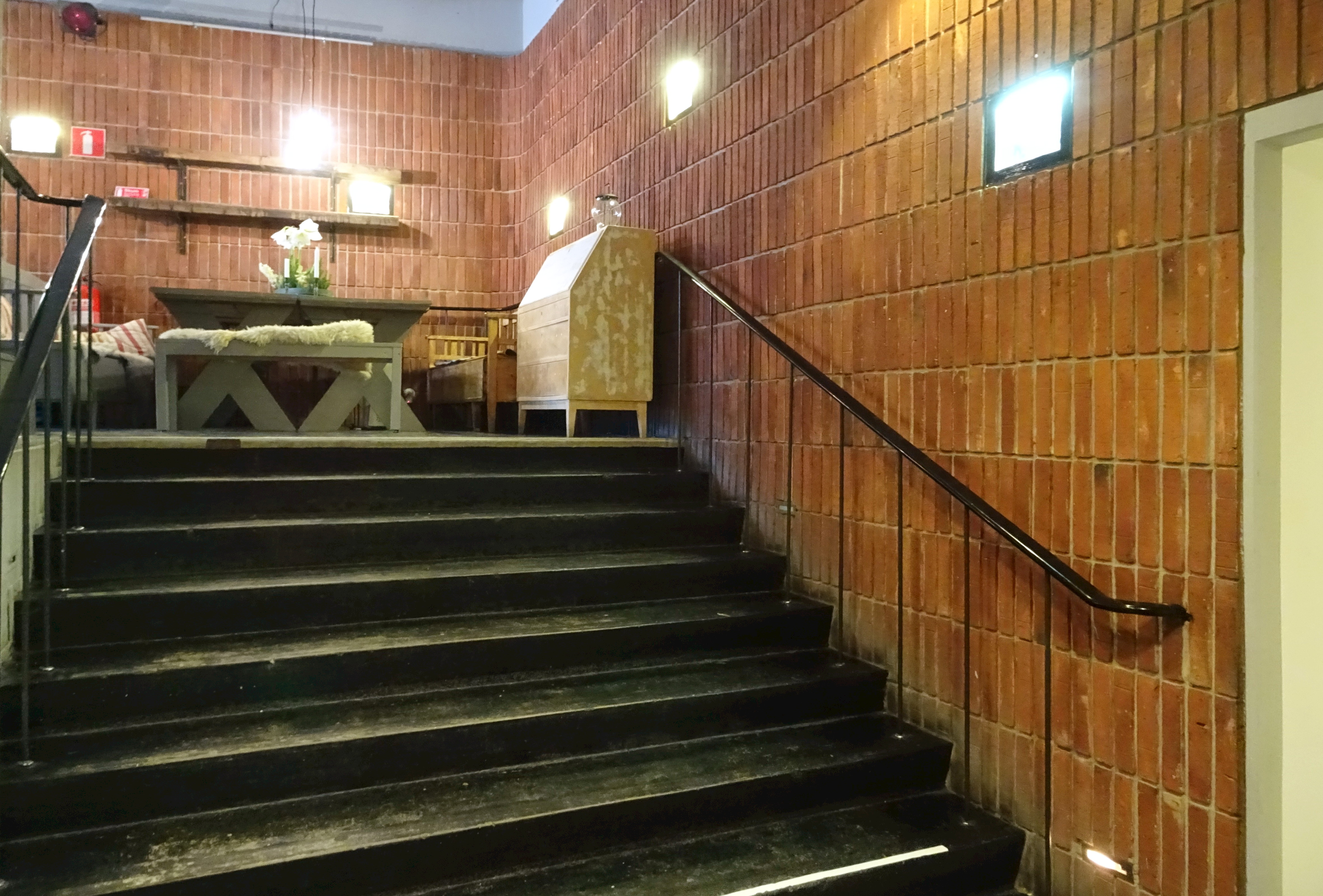
Trappan till salongen.
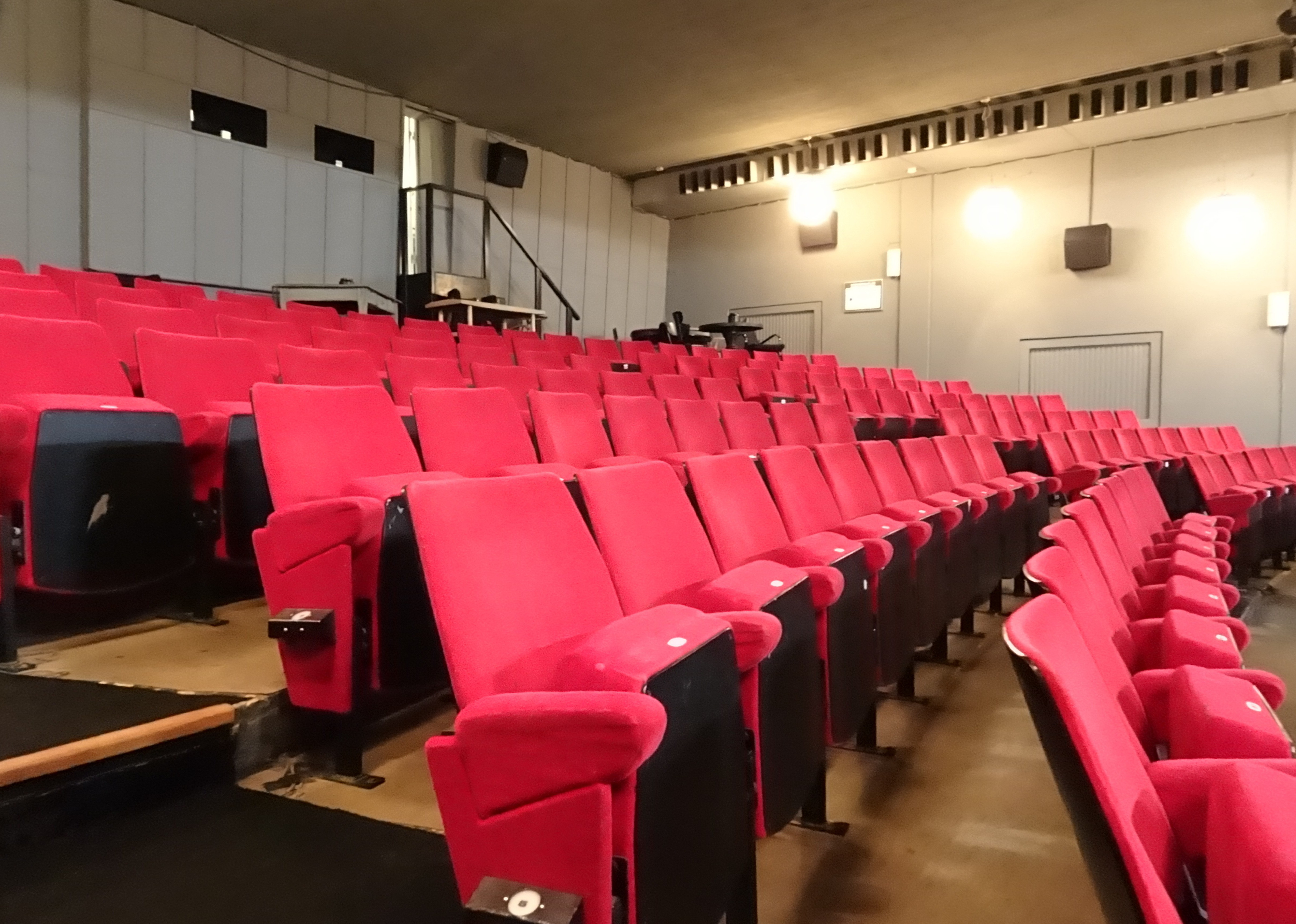
Salongen.
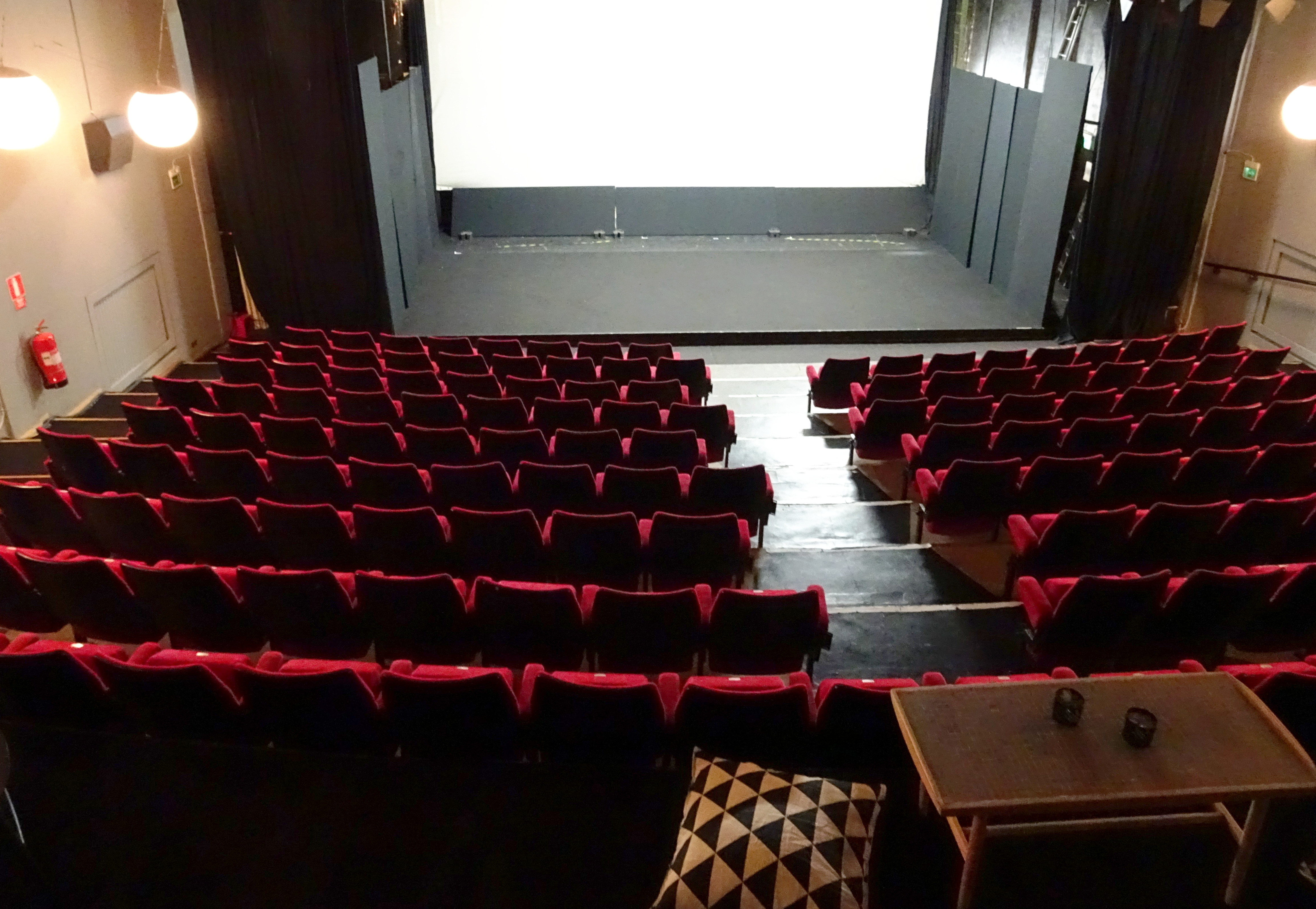
Salongen.
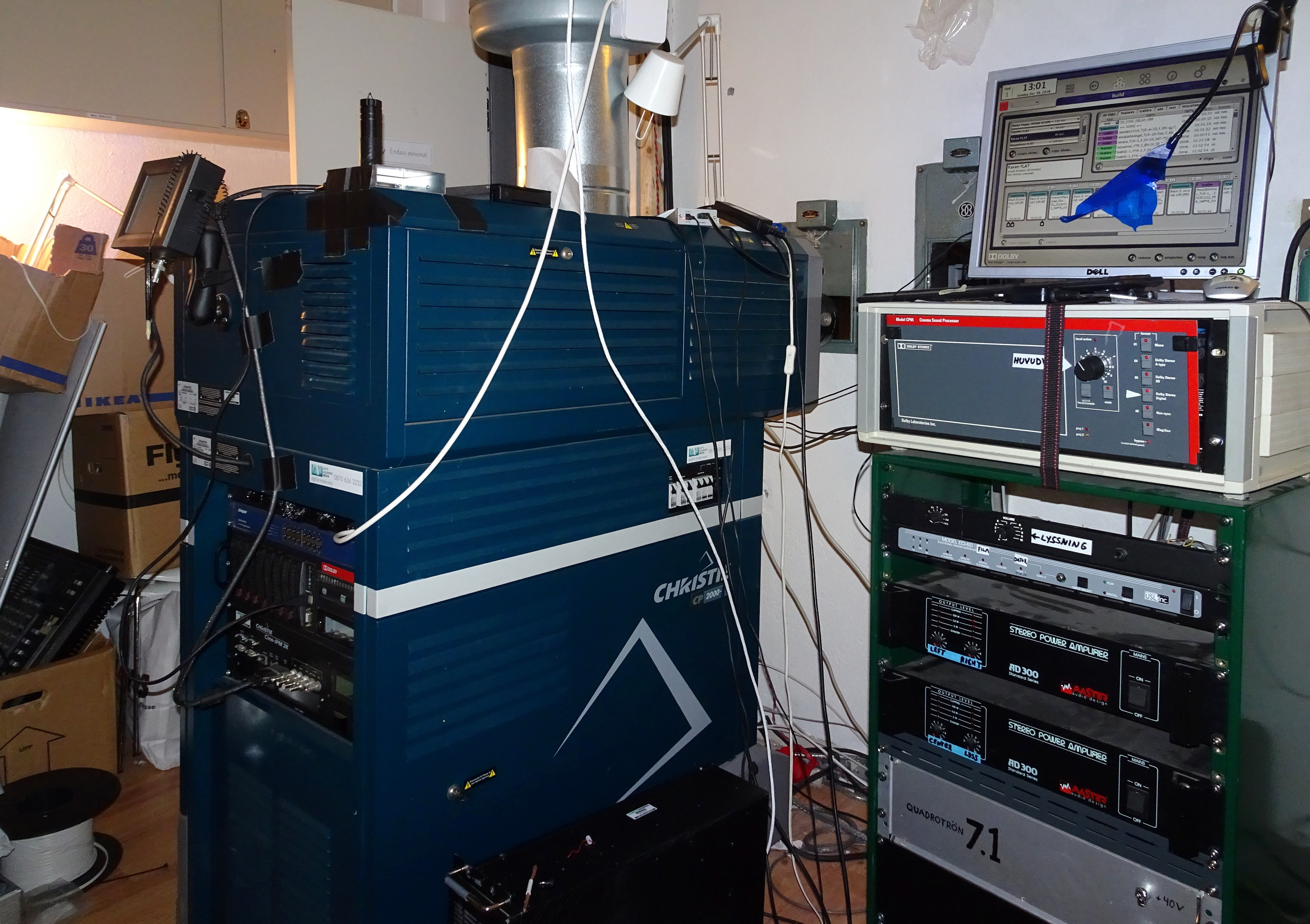
Maskinrummet.